# Vara község
Vara község (svédül: Vara kommun) Svédország 290 községének egyike. A jelenlegi község 1971-ben jött létre.

## Települései
A községben 12 település található. A települések és népességük:
| Település    | Népesség | Megjegyzés         |
| ------------ | -------- | ------------------ |
| Vara         |          | a község székhelye |
| Kvänum       |          |                    |
| Tråvad       |          |                    |
| Jung         |          |                    |
| Vedum        |          |                    |
| Larv         |          |                    |
| Stora Levene |          |                    |
| Emtunga      |          |                    |
| Arentorp     |          |                    |
| Helås        |          |                    |
| Hakåntorp    |          |                    |
| Öttum        |          |                    |